# Galswintha
Galswintha nebo též Galswitha (540 Toledo – 567 Soissons), byla franská královna, druhá žena Chilpericha I., franského krále Neustrie.
Jejím otcem byl vizigótský král Athanagild a matkou královna Goiswintha.
Když Chilperich na naléhání své milenky Fredegundy zapudil svoji první ženu Audoveru, rozhodl se oženit s ženou šlechtického původu. Vybral si Galswinthu, jejíž sestra Brunhilda se provdala za Sigiberta I., Chilperichova bratra a krále Austrasie. Athanagild vyslal dceru Galswinthu se vzácnými dary ke dvoru krále Chilpericha, kde byla přijata se všemi poctami. Chilperich přitom přislíbil, že odvrhne všechny své dosavadní družky.
Brzy ovšem došlo ke sporu s Fredegundou, která se nechtěla vzdát svého výsadního postavení u krále Chilpericha. Galswintha si králi stěžovala na pohanu, kterou musela strpět od jeho milenky. Chtěla se vzdát svého věna, jen když se bude moci vrátit zpátky do vlasti. Následně byla nalezena na svém loži mrtvá. Chilperich prý pověřil jednoho ze svých sluhů, aby ji uškrtil. Po její vraždě se Fredegunda stala Chilperichovou zákonnou manželkou.